# Raphaël Etifier
Raphaël Etifier, né le 24 octobre 1889 au Prêcheur (Martinique) et mort le 10 juillet 1966 à Paris, est un ingénieur et homme politique d'origine martiniquaise, conseiller de la République du Moyen-Congo de 1947 à 1948.

## Biographie
Raphaël Etifier fait ses études au lycée Victor-Schœlcher de Fort-de-France avant d'être reçu à École nationale supérieure d'arts et métiers et devenir ingénieur des travaux publics des colonies. Blessé lors des combats de la Première Guerre mondiale, il touche alors une pension d'invalidité et s'installe à Pointe-Noire pour ses activités professionnelles. 

### Carrière politique
Après la Seconde Guerre mondiale, il se rapproche de l'union républicaine et résistante, proche des communistes. Il est élu à l'assemblée représentative du Moyen-Congo le 12 janvier 1947, puis au Conseil de la République le 30 janvier 1947. Il siège alors au sein du groupe communiste comme apparenté, puis, comme membre du groupe d’union républicaine et résistante pour l’Union française. Il siège aux commissions de la France d’outre-mer, et de la marine et des pêches, et dépose le 15 juin 1948 une proposition de loi tendant à unifier le statut des militaires de l’Union française. Il est battu lors des élections  de 1948 par Jean Malonga, membre de la  Section française de l'Internationale ouvrière. Il continue ensuite à militer sans obtenir d'autres mandats électoraux.

### Contributions et héritage
Raphaël Etifier est reconnu pour son engagement envers le progrès social et économique. Son travail a contribué à poser les bases du développement moderne dans sa région, et il est souvent cité comme un exemple d'intégrité et de dévouement au service public.[réf. nécessaire]
Il meurt à Paris le 10 juillet 1966.